# Filostachys ciemnopochwowy
Filostachys ciemnopochwowy (Phyllostachys atrovaginata C.S.Chao & H.Y.Zou) – gatunek bambusa z rodziny wiechlinowatych (traw). Naturalnie występuje w Chinach w prowincjach Zhejiang i Jiangsu. Może być z powodzeniem uprawiany w warunkach klimatycznych Polski.

## Morfologia
Pędy zielone, charakterystycznie pachnące po potarciu, pochwy pędowe ciemne, paskowane. Liście wąskie, długości 12 cm i szerokości 1,0–1,5 cm. Na naturalnych stanowiskach osiąga wysokość 5–7 (8) m, przy średnicy pędów 3–5 cm.